# Мария Антониета Гутиерес
Мария Антониета „Калу“ Гутиерес (на испански: María Antonieta „Calú“ Gutiérrez) е венецуелска сценаристка на теленовели, дъщеря на писателката Мария Антониета Гомес.
След като започва кариерата си в своята държава, се установява в Мексико, където създава съвременни адаптации на класически теленовели за компания Телевиса. Смята се, че Калу Гутиерес е последователка на писателите Карлос Ромеро и Алберто Гомес.

## Творчество

### Оригинални истории
- Sol de tentación (1996/97) с Елисабет Алесард, Перла Фариас, Вивел Нуел и Оскар Урданета

### Адаптации
- Juego de mentiras (2023) с Беренис Карденас, Фелипе Силва, Адела Болтанси, Юцил Мартинес и Армандо Грасия; оригинална история от Себастиан Арау
- Полетът към победата (2017) с Антони Мартинес (сюжетът се слива с този на венецуелската теленовела Como tú ninguna, използвайки либрето на същата история, създадена от Карлос Ромеро)[2], литературна редакция от Лорена Саласар
- Път към съдбата (2016) литературна редакция от Долорес Ортега; базирана на теленовелата La hija del jardinero от Мариела Ромеро
- Котката (2014) литературна редакция от Долорес Ортега; базирана на теленовела La gata от Инес Родена, сценариите на теленовелите Rubí rebelde от Карлос Ромеро и La gata от Кармен Даниелс[3]
- Семейство с късмет (2011/12) с Марсия дел Рио, Алехандро Поленс и Нора Алеман, литературна редакция от Рикардо Техеда и Марта Хурадо; базирана на теленовелата Los Roldán от Адриана Лоренсон и Марио Шахрис
- Море от любов (2009/10) с Алберто Гомес, литературна редакция от Тере Медина; базирана на теленовелата María del Mar от Делия Фиайо
- Втора част на Внимавай с ангела (2008/09) с Карлос Ромеро, коадаптация от Тере Медина; базирана на теленовелата Una muchacha llamada Milagros от Делия Фиайо
- Любовта няма цена (2005/06) с Алберто Гомес; базирана на теленовелите Regina Carbonell от Инес Родена и El precio de un hombre от Каридад Браво Адамс
- Първа част на Булчински воал (2003/04) литературна редакция от Рикардо Техеда; базирана на теленовелата Véu de Noiva, създадена от Жанет Клайр

### Коадаптации
- Любовни капани (2015) със Саул Перес, адаптация от Емилио Лароса, литературна редакция от Рамон Лароса и Лорена Медина; базирана на теленовелата Somos los Carmona от Карлос Опорто, Давид Бустос и Хайме Моралес
- Втора част Буря в Рая (2007/08) с Клаудия Веласко и Рикардо Техеда, адаптация от Марсия дел Рио, литературна редакция от Марта Хурадо; базирана на радионовелата Un Paraíso Maldito / Azul infierno от Каридад Браво Адамс
- Втора част на Булчински воал (2003/04) адаптация от Марсия дел Рио, литературна редакция от Рикардо Техеда; базирана на радионовелата Yo no creo en los hombres от Каридад Браво Адамс
- Втора част на Саломе (2001/02) адаптация от Марсия дел Рио, литературан редакция от Рикардо Техеда и Марат Хурадо; базирана на теленовелата Colorina от Артуро Моя Грау

### Либрето
- Да живеят децата (2002/03) адаптация от Кари Фахер и Алберто Гомес, литературна редакция от Росарио Велисия; базирана на теленовелата Въртележка от Абел Санта Крус
- Angélica Pecado (2000/01) адаптация от Мартин Ан, Ани Ван Дер Дис, Валентина Са и Франсиско Боса; оригиналан история от Мартин Ан
- Dulce enemiga (1995) адаптация от Валентина Парага, Йоияна Аумада, Габриела Домингес, Ана Мерседес Ескамер, Оскар Урданета и Даниел Алварес; оригинална история от Валентина Парага
- Morena Clara (1994) адаптация от Мария Антониета Гомес, Хуан Клементе Санчес и Рубен Гейер; оригиналната история от Лихия Лесама
- Pasionaria (1990/91) адаптация от Вивел Нуел, Елисабет Алесард и Абигайл Труктис; оригинална история от Вивел Нуел

## Награди и номинации
Награди TVyNovelas
| Година | Категория                        | Теленовела      | Резултат   |
| ------ | -------------------------------- | --------------- | ---------- |
| 2017   | Най-добър сценарий или адаптация | Път към съдбата | Номинирана |